# Rhaphiolepis liukiuensis
Rhaphiolepis liukiuensis là loài thực vật có hoa trong họ Hoa hồng. Loài này được (Koidz.) Nakai miêu tả khoa học đầu tiên năm 1924.